# Castellolí

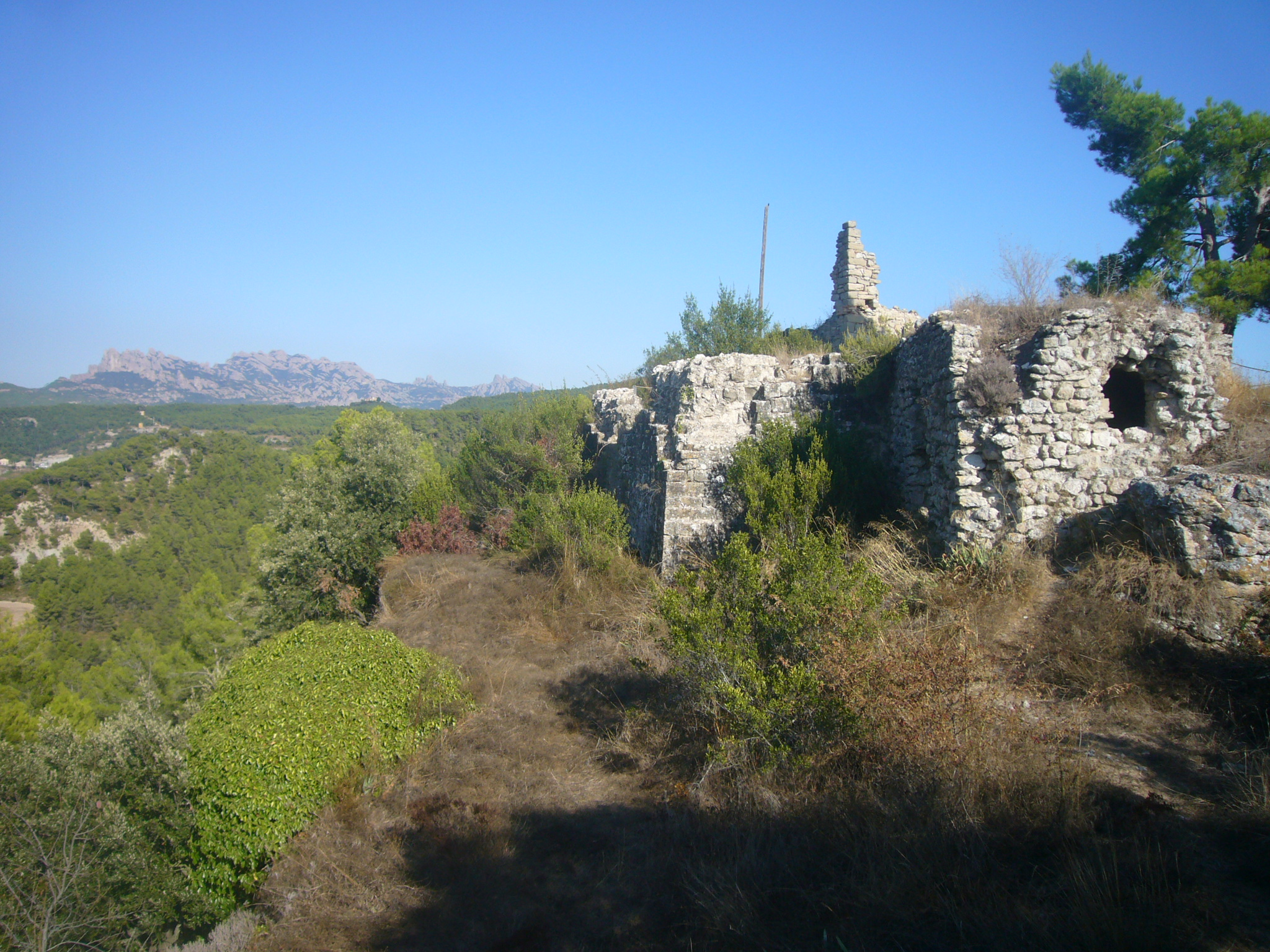
Burgruine

Castellolí ist eine kleine katalanische Gemeinde in der Comarca Anoia, Provinz Barcelona.
Der Ort liegt in einem Tal der Serra del Ninots an der Autovía A-2 und hat eine Fläche von 25,4 km². 2024 hatte die Gemeinde 658 Einwohner.

## Geschichte
Der Name der Siedlung leitet sich von der mittelalterlichen Burg Castell d’Aulí ab. In historischen Dokumenten wird Castell d’Aulí im Jahre 961 erstmals erwähnt. Reste der ehemaligen Burg sind erhalten, ebenso Spuren der Apsis der ehemaligen Kirche San Vicente.
Im Jahre 1337 wurde die Siedlung im Zusammenhang mit dem damaligen Besitzer der Burg Guillem de Castellolí dokumentiert. Während der Guerra dels Segadors (1640–1652) spielte Castellolí eine strategische Rolle für die spanischen Truppen, die von dort das Tal Llobregat kontrollierten.
International wurde die Stadt erst wieder durch den Bau des Motorsportzentrums Parcmotor de Castellolí im Jahre 2002 bekannt.